# Gan (La Torre Oscura)
Gan es el dios del universo creado por el escritor Stephen King. Gan es llamado "El Otro" (en la novela It) o Dios (en la saga de La Torre Oscura). Se establece que es creador de "Maturin" (para más referencias, consultar Eso) y de Pennywise. Gan es todopoderoso, mucho más que Maturin y Pennywise.

## Etimología
El nombre de este dios fue mencionado por primera vez en La Torre Oscura VI: Canción de Susannah, pero ya se le había mencionado antes en otros libros con otros nombres. El origen de la palabra es aún incierto, pero se piensa que viene de una palabra en hebreo que significa "jardín".
En La Alta Lengua la palabra "Gan" significa "El Blanco".

## Formas de manifestarse
Gan nunca ha aparecido con su forma física en las novelas de King, pero se le atribuye la intervención en varios de sus libros. En The Stand, Stu Redman y Tom Cullen atribuyen a Dios que se hayan salvado cuando regresaban a la Zona Libre de Boulder, las visiones de la Madre Abigail también se le atribuyen a Dios, y "La Mano de Dios" que causó la explosión atómica de Las Vegas, por lo que podría decirse que Gan ha intervenido en esta novela.
Roland Deschain en el último tomo de la saga ya mencionada dice que él cree que La Torre Oscura es en sí misma la manifestación física de Gan, y por este hecho, la Torre sería una criatura viviente.

## Importancia de Gan en el universo de King
Gan, aparte de ser un Dios, es el creador de los universos, no sólo de los universos fantásticos donde tienen lugar las novelas y relatos de King, sino también del universo en el que King escribe sus cuentos. 
King es el facilitador de Gan, ya que a través de él se cuenta la historia de Roland y su Ka-Tet. Si King muriese (ver Canción de Susannah), la Torre caería destruyendo los universos, el de King incluido, ya que él no habría escrito las historias del pistolero porque Roland no hubiese sabido qué hacer para llegar a la Torre.
No se sabe con certeza si Gan creó el Talismán que Jack Sawyer busca para salvar a su madre (ver El talismán) o la misma Torre, ya que King no ha afirmado mucho de esto.